# Wasyl Moskałenko
Wasyl Wasylowycz Moskałenko, ukr. Василь Васильович Москаленко, ros. Василий Васильевич Москаленко, Wasilij Wasiljewicz Moskalenko (ur. 18 czerwca 1938 w Odessie, zm. 1 marca 2010 tamże) – ukraiński piłkarz, grający na pozycji pomocnika, a wcześniej napastnika, trener piłkarski.

## Kariera piłkarska

### Kariera klubowa
Mając 11 lat już występował w dziecinnej drużynie fabryki sukienniczej w Odessie, a potem w juniorskiej drużynie zakładu im. Dzierżyńskiego. W 1955 rozpoczął karierę piłkarską w zespole Metałurh Odessa. Potem występował w FSzM Odessa oraz w drużynie rezerw Dynama Kijów. W 1956 został piłkarzem Charczowyka Odessa. W latach 1958–1962 bronił barw wojskowej drużyny SKA Odessa, po czym powrócił do Czornomorca, przez następne 8 lat występując w nim. W 1968 i 1969 został wybrany na kapitana drużyny. Kibice przychodzili na stadion zobaczyć jego piękne gole. W 1971 zakończył karierę piłkarską w klubie Sudnobudiwnyk Mikołajów.

## Kariera trenerska
Po zakończeniu kariery zawodniczej od 1971 do 1975 pracował w sztabie szkoleniowym Portowyka Iljiczewsk, a od czerwca do września 1973 pomagał trenować Czornomoreć Odessa. W latach 1982–1985 trenował amatorski zespół ZRSS Odessa, a potem StrojGidrawlika Odessa. W 2010 zmarł w wieku 72 lata.

## Sukcesy i odznaczenia

### Sukcesy klubowe
- mistrz Pierwszej Ligi ZSRR, strefy ukraińskiej: 1958, 1961, 1962

### Sukcesy indywidualne
- laureat „Za najładniejszy gol sezonu na moskiewskich stadionach”: 1969 („nożyczkami” przez siebie)
- 3. miejsce w plebiscycie na najlepszego piłkarza Ukraińskiej SRR: 1964
- 1. miejsce w plebiscycie na najlepszego piłkarza Odessy XX wieku: 2001

### Odznaczenia
- tytuł Mistrza Sportu ZSRR: 1963